# Carsten Thomassen
Carsten Thomassen (* 22. srpen 1948 Grindsted, Dánsko) je dánský matematik, v současnosti profesor teorie grafů na Dánské technické univerzitě. Od roku 1990 je členem Dánské královské akademie věd. Jeho výzkum se orientuje především na diskrétní matematiku (hlavně teorii grafů). Je šéfredaktorem dvou významných vědeckých časopisů a redaktorem dalších pěti.